# Albert Toledano
Albert Toledano (Murcia, España, 6 de septiembre de 1982) es un guitarrista, compositor y productor audiovisual de rock y metal español, director de la película documental No Looking Back sobre la vida del músico madrileño Jorge Salán.

## Biografía
Toledano nació y creció en Murcia pero se trasladó pronto a Madrid. Durante su juventud se forma en el prestigioso Instituto de Música y Tecnología de Madrid (IMT).
En 2010 comienza a ser instruido por Jorge Salán.
En 2011 Albert ingresa en la banda de metal sinfónico Wereworld. Ese mismo año editan un disco de nombre homónimo con el sello Avispa Music que es nominado en los premios anuales de la Música Independiente de la SGAE.
En 2012 graba con AlterEvo un álbum llamado Involución, con bastante éxito de crítica. Este trabajo le vale a AlterEvo el Premio a la Banda Revelación del Año para la revista especializada La Heavy.
En 2013 Albert realiza con AlterEvo una gira por España teloneando al conocido vocalista de hard rock Jeff Scott Soto.
A finales de ese mismo año ficha como endorser para la firma de guitarras Fernandes Guitars.
También en 2013 comienza su carrera en el mundo audiovisual. Dirige y produce los últimos vídeos musicales de los guitarristas Jorge Salán y Pedro Andrea y el documental No looking Back.
En 2015, Albert trabaja junto con el resto de AlterEvo en el lanzamiento de su segundo trabajo, Redefinido.

## Discografía
- Wereworld - Wereworld (2011) Avispa Music
- Involución - AlterEvo (2012) The Fish Factory
- Redefinido - AlterEvo (2015)

## Como director y Productor Audiovisual
- No Looking Back - X Process (2013)
- Pedro Andrea - Is Not Good For Me - X process (2013)
- Jorge Salan - No podrás parar el rock[4] - X Process (2014)
- Jorge Salan And The Majestic Jaywalkers - The Thrill Is Gone??[5] - X Process (2015)